# Slaget vid Rathenow
Slaget vid Rathenow var det första fältslaget som stod mellan brandenburgska och svenska trupper under det skånska kriget. Striden ägde rum den 25 juni 1675 (enligt den gregorianska kalendern) och slutade med erövringen av staden Rathenow, som tidigare ockuperats av svenskarna, av brandenburgska trupper. Svenskarna, ledda av överste Bernhard Christian Wangelin, hade omkring 500 soldater. Brandenburgs styrka, under befäl av fältmarskalk Georg von Derfflinger och general Adolph von Goetze, bestod av mellan 1 500 och 2 000 soldater.